# Eduardo Ruiz de Velasco
Eduardo Ruiz de Velasco (Madrid, 1919-Bilbao, 3 de agosto de 1995) fue un periodista y payaso español.

## Biografía
Comenzó a trabajar en Radio Madrid como auxiliar de contabilidad en 1934, cuando solamente contaba 15 años de edad. Desarrollaría el resto de su carrera en la misma emisora, convertida, a partir de 1940, en la Cadena SER.
Finalizada la guerra civil española, fue el payaso Pototo en la pareja Pototo y Boliche que, a través de la radio, hicieron las delicias de los niños españoles de los años cuarenta. Juntos protagonizaron la película Pototo, Boliche y Compañía (1948).
Llega al cargo de jefe de programación, y en 1949 es nombrado Director de Radio Bilbao de la Cadena SER. En ese puesto permaneció 35 años, hasta su jubilación en 1984. En la ciudad vasca alcanzó gran popularidad como promotor de actividades recreativas y de ocio. Escribió, además, dos libros de recopilación de gazapos periodísticos
A lo largo de su trayectoria profesional se hizo acreedor de los Premios Ondas (1955) y Antena de Oro, además de la Encomienda del Mérito Civil.